# Akiko Wakabajaši
Akiko Wakabajaši, japonsky: 若林 映子 (* 26. srpna 1941 Óta, Tokio) je japonská herečka známá pro její roli Bond girl Aki v bondovce Žiješ jenom dvakrát. Do té doby natočila řadu snímků v rodné zemi, především v produkci firmy Toho Company Ltd., která se v 60. letech orientovala na výrobu snímků o monstrech (Godzilla, King kong, Dogora aj.). Hrála například ve filmech Učú Daikaidžú Dogora nebo San daikaidžú: Čikju saidai no kessen.
V bondovce Žiješ jenom dvakrát byla původně obsazena do role Kissy Suzuki, zatímco její filmová kolegyně Mie Hama měla hrát druhou postavu Suki, jednu z Tanakových agentek. Ovšem zvládnutí angličtiny při učení se role, bylo pro Mie Hamu obtížné, takže došlo k výměně obou postav a hlavní roli Suki získala Wakabajaši. Po jejím návrhu došlo k přejmenování role ze Suki na Aki.
Poté natočila již jen jediný film Sekido o kakeru otoko z roku 1968 a objevila se několikrát jako host televizních pořadů. V rozhovoru pro G-FAN magazine (č. 76) sdělila, že ukončila hereckou kariéru kvůli chronickým bolestem při filmování.

## Herecká filmografie
- 1968 – Sekido o kakeru otoko
- 1967 – Žiješ jenom dvakrát
- 1966 – Arupusu no wakadaishô
- 1966 – Kiganjô no bôken
- 1966 – Onna no naka ni iru tanin
- 1966 – What's Up, Tiger Lily?
- 1965 – Kokusai himitsu keisatsu: Kagi no kagi
- 1965 – Urutora Q (televizní seriál)
- 1964 – Kokusai himitsu keisatsu: hiba no maki
- 1964 – Konnichiwa aka-chan
- 1964 – San daikaijű: Chikyu saidai no kessen
- 1964 – Uchu daikaijű Dogora
- 1963 – Daitozoku
- 1963 – Kokusai himitsu keisatsu: shirei dai hachigo
- 1963 – Nippon jitsuwa jidai
- 1963 – Yabunirami Nippon
- 1962 – Ai no uzu shio
- 1962 – Ankokugai no kiba
- 1962 – Gekkyû dorobo
- 1962 – King Kong vs. Godzilla
- 1962 – Kurenai no sora
- 1961 – Akiko
- 1961 – Ganba
- 1961 – Yato kaze no naka o hashiru
- 1960 – Shin santô jûyaku: Ataru mo hakke no maki
- 1959 – Asorubeki hi asobi
- 1959 – Le Orientali
- 1959 – Osorubeki hiasobi
- 1959 – Yajû shisubeshi
- 1958 – Hanayome sanjuso